# Couronne impériale des Indes

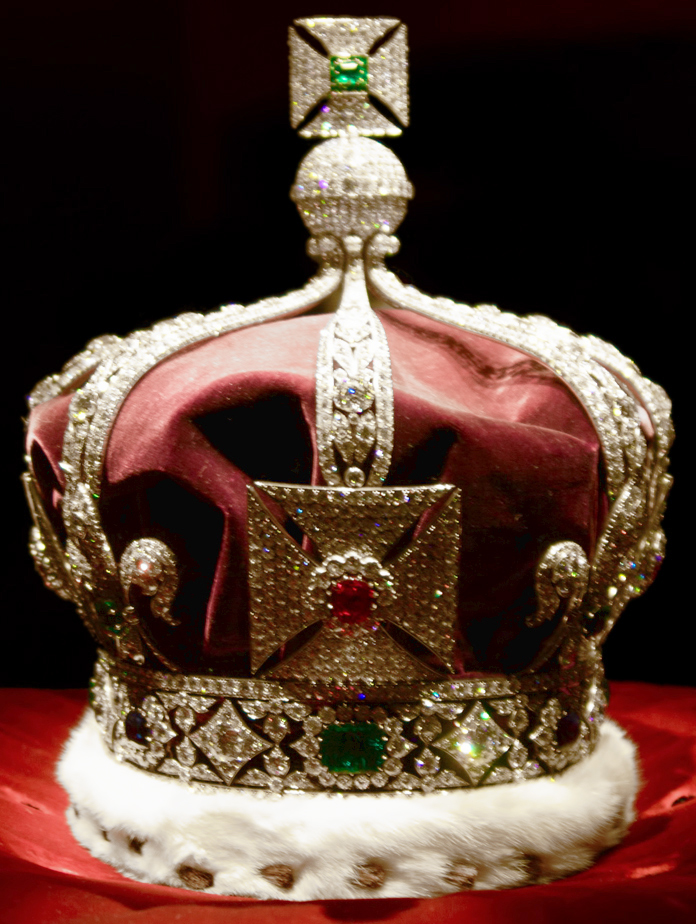
La couronne impériale des Indes.

La couronne impériale des Indes est la couronne portée par George V, empereur des Indes, au durbar de Delhi en 1911.

## Origine
La tradition interdit aux joyaux de la Couronne britannique de sortir du territoire du Royaume-Uni, un héritage de l'époque où les monarques prêtaient souvent leurs bijoux en gage à des acheteurs étrangers. De plus, le transport des précieux insignes sur une telle distance comporte des risques considérables. Pour ces raisons, une nouvelle couronne fut réalisée pour le durbar de George V et Mary de Teck, où les souverains britanniques furent proclamés empereur et impératrice des Indes en présence des princes et dirigeants des Indes.
La couronne fut confectionnée par Garrard & Co, à l'époque bijoutiers de la Couronne, pour un coût de 60 000 livres, qui fut assumé par le bureau de l'Inde.

## Composition
La couronne impériale des Indes pèse 920 g (2,03 lb) et est sertie de 6 170 diamants, 9 émeraudes, 4 rubis et 4 saphirs. À l’avant se trouve une émeraude très fine pesant 32 carats (6,4 g). Le roi a écrit dans son journal que l'objet précieux était lourd et inconfortable à porter : « Plutôt fatigué après avoir porté ma couronne pour 3 1⁄2 heures ; ça m’a fait mal à la tête, car c’est assez lourd. »
Semblable aux autres couronnes britanniques, la couronne impériale des Indes se compose d’un cercle avec quatre croix pattées et quatre fleurs de lys. Cependant, les huit demi-arches au sommet, qui se rejoignent sous un globe surmonté d'une croix pattée, pointent vers le haut sous la forme d’un arc gothique ogée. La couronne impériale des Indes est la seule couronne d’un souverain britannique à avoir huit demi-arches dans le style des couronnes européennes continentales, s’écartant de la tradition des couronnes britanniques ayant deux arches ou quatre demi-arches.

## Utilisation
George V et Mary de Teck ne furent pas couronnés lors du durbar : l'archevêque de Canterbury, Randall Davidson, ne pensait pas qu'un office chrétien anglican fût approprié dans un pays dont la population était majoritairement hindoue ou musulmane. Au lieu de cela, le roi portait simplement la couronne lorsqu'il entrait dans le durbar qui était conçu comme une affirmation du couronnement du roi, qui avait déjà eu lieu au Royaume-Uni six mois plus tôt.
Cette couronne n'a pas été utilisée depuis le retour de George V d’Inde. Le 15 août 1947, la domination britannique sur l'Inde a pris fin et les dominions de l'Inde et du Pakistan ont vu le jour. George VI et son Premier ministre, Clement Attlee, conviennent que :
« As long as the two new Dominions remained in the Commonwealth, the crown should be retained among the Crown Jewels, but if at later date one or both were to secede it might be contended that, in view of the fact that it had been purchased out of Indian funds, the crown should be vested in some Indian authority. »
« Tant que les deux nouveaux dominions resteraient dans le Commonwealth, la couronne devrait être conservée parmi les joyaux de la Couronne [britannique], mais si, à une date ultérieure, l’un ou les deux devaient faire sécession [du Commonwealth], on pourrait soutenir que, compte tenu du fait qu’elle avait été achetée avec des fonds indiens, la couronne devrait être dévolue à une autorité indienne. »
La couronne impériale des Indes est exposée au public dans la tour de Londres.